# Bryum pseudomarginatum
Bryum pseudomarginatum är en bladmossart som beskrevs av Podpe. Bryum pseudomarginatum ingår i släktet bryummossor, och familjen Bryaceae. Inga underarter finns listade i Catalogue of Life.